# 陳惪華
陳惪華（1696年—1779年），又名陳德華，字云倬，号月溪。直隶省保定府安州（今河北省安新縣安州鎮）人，清朝大臣，官至禮部尚書，入直上書房。為人性篤儉，縕袍蔬食，蕭然如寒素。立身循禮法，而不自居道學。

## 生平
生于康熙三十五年（1696年），雍正二年（1724年）状元。授翰林院修撰。遷侍讀學士，提督廣東肇高學政。官至兵部尚書，因弟惪正遭控濫刑被降職。曾任《大清一统志》馆副总裁，乾隆五年（1740年）庚申歲十一月，全稿完成，乾隆八年（1743年）歲次癸亥，由總裁陳惪華等上表進呈。乾隆二十三年（1758年）擢禮部尚書，乾隆二十九年（1764年）致仕。卒于乾隆四十四年（1779年）。《清史稿》有傳。

## 仕途
資料取自人名權威－人物傳記資料庫。
- 25歲－康熙五十九年（1720年）：舉人。
- 29歲－雍正二年（1724年）：甲辰科一甲一名，狀元及第。[2]隨後按例因狀元身分，被授予從六品翰林院修撰一職。[3]
- 31歲－雍正四年（1726年）：暫辭修撰一職，丁父艱。
- 34歲－雍正七年（1729年）： 三月一日，兼任日講起居注官。[4]十二月十四日，以翰林院修撰的身分，被排往擔任廣東肇高學政。[5]
- 36歲－雍正九年（1731年）：升任從四品翰林院侍讀學士
- 37歲－雍正十年（1732年）：以翰林院侍讀學士的身分，從廣東肇高學政一職，調為廣東廣韶學政。[6]
- 39歲－雍正十二年（1734年）：以翰林院侍讀學士的身分，被召為一統志館副總裁官。
- 40歲－雍正十三年（1735年）：以翰林院侍讀學士的身分，擔任浙江鄉試正考官。
- 41歲－乾隆元年（1736年）：十月二十五日，以翰林院侍講學士的身分，在尚書房行走。十二月十八日接著擔任日講起居注官。並且在年末升任正四品的詹事府少詹事。而其也在當年擔任會試同考官。
- 42歲－乾隆二年（1737年）：十月二十一日，升任正三品的詹事府詹事。十一月六日，再度升任為從二品的刑部右侍郎，但陳惪華在十一月八日，上奏辭去刑部侍郎的職位。但得旨不必辭，因此仍去赴任，並且仍在尚書房行走。十二月十三日，再兼任經筵講官。
- 43歲－乾隆三年（1738年）：六月二十九日，以刑部右侍郎的身分，擔任江南鄉試正考官。
- 44歲－乾隆四年（1739年）：正月二十五日，升任為從一品的戶部尚書。三月三十日，以戶部尚書的身分，擔任殿試讀卷官。八月二十日，兼任《明紀綱目》副總裁官。九月十三日，以戶部尚書的身分，擔任武舉正考官。
- 47歲－乾隆七年（1742年）：三月三十日，以戶部尚書的身分，擔任殿試讀卷官。七月八日，調補改任為兵部尚書。
- 48歲－乾隆八年（1743年）：十二月十六日，因其弟，時任陝西按察使的陳惪正。遭控在王幼女一案濫刑，替其遮掩而被彈劾，而後被交部嚴察議奏。
- 49歲－乾隆九年（1744年）：正月三日，被解任候旨。二月十六日，因其有意隱諱不奏，刑部上奏應照例革職。但乾隆帝認為兄為弟隱，與一般遮掩不同，因此從寬降二級調用。二月二十四日，降任為從二品的兵部左侍郎。
- 53歲－乾隆十三年（1748年）：閏七月八日，被降任為正三品的都察院左副都御史。
- 54歲－乾隆十四年（1749年）：正月二十五日，兼任尚書房行走。
- 62歲－乾隆二十二年（1757年）：九月十三日，升任為從二品的工部侍郎。
- 64歲－乾隆二十四年（1759年）：正月二十一日，升任為從一品的都察院左都御史。閏六月二十七日，轉任禮部尚書。
- 69歲－乾隆二十九年（1764年）：十二月十七日，因病解任禮部尚書一職，隨後致仕。

## 家庭
兄弟:
- 陳惪榮：（1688年－1747年），字廷彥。同進士出身，官至從二品安徽布政使。
- 陳惪正：（1701年－1774年），字醇叔，號葛城。同進士出身，官至正三品陝西按察使。

## 延伸阅读
[在维基数据编辑]
 《清史稿·卷304》，出自趙爾巽《清史稿》
 在维基共享资源阅览影像